# 療育センター
療育センターとは、障害またはその可能性のある子どもに対してそれぞれにあった発達支援を行う場所のことである。
一般的に身体や知的、精神に障害がある子どもや障害の疑いがある子どもが対象。必ずしも手帳や診断が無くても利用できる。
利用するためには受給者証の取得が必要である。

## 概要
主に障害のある子どもや障害の可能性がある子どもに対して、医療、教育、リハビリテーションなど多方面からの支援を個々に合わせて行う大規模な施設である。専門機能を活かして地域の障害児やその家族への支援、保育所などへの援助や助言をするところもある。
提供するサービスに応じて 医師や看護師、保育士、理学療法士、作業療法士、言語聴覚士などさまざまな専門職のスタッフが常駐しており、医療と福祉サービスを一つの施設で受けることができるのも特徴である。
どのような支援を行なっているか、どのような機能を持った施設であるかはそれぞれ異なり、 通所支援だけでなく、診断や投薬の可能な医療機関や入所施設等、いくつかの機能を併設した複合施設であることもある。

## 機能
児童発達支援 （児童発達支援センター・児童発達支援事業所）
障害のある未就学の子どもが対象。日常生活の基本的な動作、知識、技能、集団で過ごしやすくなるサポートを行う。 併せて児童発達支援センターでは、上肢、下肢又は体幹の機能の障害（肢体不自由）のある子どもの治療も行う。
放課後等デイサービス
障害のある6〜18歳の就学している子どもが対象。授業が終わった後や学校が休みの日に 生活能力の向上のために必要な支援、社会との交流の促進などを目的とした多様なプログラムを設けている。
保育所等訪問支援
保育所、幼稚園、認定こども園、小学校、特別支援学校、その他児童が集団生活を営む施設として市町村が認める施設など集団生活を行う施設に通う、身体に障害のある児童、知的障害のある児童、精神に障害のある児童（発達障害児を含む）が対象。
保育所（保育園）や幼稚園、小学校など、子どもが普段通っている場所へ支援員が訪問し、お子さまの集団生活をサポートする。
相談支援
子どもや家族が安心して地域生活を送ることができるように障害福祉サービスの利用の提案や調整をする。
障害児入所支援
基本的には障害者手帳がなくても児童相談所や医師等により、入所の必要性が認められた障害児が対象。
- 短期入所

家族が休息を取ったり、家族が病気やけがをして一時的に介護することができなくなった場合などに短期的に施設に預けることができる。
- 長期入所

様々な理由のため家庭で障害児を養育することが困難である場合に施設で長期的に生活介護や機能訓練、医療など総合的な支援を行う。
- 福祉型障害児入所施設

身体に障害のある児童、知的障害のある児童又は精神に障害のある児童（発達障害児を含む）や、児童相談所、医師等により療育（発達支援）の必要性が認められた児童（※場合によって20歳まで）が対象。
子どもの保護、日常生活の指導や自立して生活していくときに必要な知識や技能の支援を行う。
- 医療型障害児入所施設

知的障害児、肢体不自由児、重症心身障害児が対象。
福祉型障害児入所施設の機能に加え、医療を提供する。